# Lubná (okres Svitavy)
Obec Lubná se nachází v okrese Svitavy v Pardubickém kraji. Žije zde 937 obyvatel.

## Historie
První písemná zmínka o obci pochází z roku 1347.
V letech 1837-1851 pracovala nedaleko Lubné tzv. Kajetánčina sklářská huť. Vznikla na základě dohody obchodního domu Lazar Pick a synové s litomyšlskými Valdštejny. Sklárna se skládala z šesti hlavních objektů kolem uzavřeného nádvoří s přiléhajícím rybníkem. Hlavní budovu tvořilo sídlo mistra a účetního. Huť měla jednu tavicí pec s osmi pánvemi a chladicí pecí. Rozsah výroby je odhadován na 100 000 kusů skla ročně. Kvalitní výrobky byly vyváženy do Španělska, Holandska, Turecka a Ameriky. V areálu sklárny byla pro děti zaměstnanců zřízena škola – jsou známa dvě jména učitelů tj. Františka Růžičky a Václava Andrleho. Huť tvořila samostatný hospodářský a kulturní celek. O společenské účtě a vážnosti sklářů svědčí i fakt, "že farář v Sebranicích nezačal kázání, dokud nepřišli skláři ze vzdálené hutě".
V roce 1847 žádalo představenstvo obce Lubná o zřízení samostatné školy ve své obci. Avšak podle návrhu učitele v Sebranicích Václava Kremla byla záležost vyřízena tak, že v zimě bude do Lubné dojíždět vyučovat děti pomocný učitel ze Sebranic. V roce 1852 bylo povoleno výnosem podkrajského úřadu v Litomyšli celoroční vyučování v Lubné: „škola v Lubné, nesmí se považovati za školu samostatnou, nýbrž toliko za poboční třídu školy sebranické…“ K úplnému odtržení obce Lubná od školy v Sebranicích došlo 25. července 1854.
Dne 10. června 2023 byla kolem 12:30 zasažena tornádem o odhadované intenzitě F0 až F1.

## Pamětihodnosti
- Kaple svaté Anny
- Mariánský sloup s nápisem: „Věnováno ke cti a chvále Boží / a blahoslavoné Panny Marie / Posvěceno od P. Frant. Beka / faráře na Sebranicích. / 1888. Autor : Jos. Kroupa v Litomyšli.“
- dřevěné chalupy z 1. poloviny 19. století
- památný strom druh – lípa malolistá, výška stromu – 24 m, šířka stromu – 25 m, obvod kmene – 570 cm, výška koruny – 21 m, stáří – 350 až 400 let, vyhlášení památného stromu – MěÚ v Poličce dne 7. 11. 1994.[7]